# 往復運動

雙動固定式蒸氣引擎可以將往復運動轉換為旋轉運動。左邊是活塞，右邊是固定在飛輪軸上的曲柄

往復運動（Reciprocating motion）是反覆式的上下（或前後）直線運動。在許多的機械中都有這種運動，例如往复式发动机及泵浦。往復運動中會有二個方向相反的直線運動，組成一個往復運動的週期，此週期稱為冲程。
曲柄可以將圓周運動轉換為往復運動，或是將往復運動轉換為圓周運動。
例如在内燃机（一種往复式发动机）中，气缸中會週期性燃燒燃料，因此產生膨脹，帶動活塞往下，透過活塞連桿使曲轴旋轉。曲轴繼續的旋轉會將曲轴往反方向拉，使气缸可以預備下一個沖程。活塞的運動是往復運動，會轉換為曲轴的圓周運動，最後可以推動車輛或是對外作功。
泵浦活塞的往復運動類似正弦的簡諧運動，但不完全相同。假設輪子以完美的固定角速度旋轉，曲轴連接到活塞連桿的點會在圓上以定速運動。因此此點位移會是完美的正弦曲線。不過在運動過程中，活塞連桿的角度會一直改變，因此活塞連桿連接活塞的那一點就不是理想的正弦了。若飛輪不是以定速旋轉（例如車輛從靜止開始移動），那和正弦的差異就更大了。